# Princess (filme)
Princess é um filme canadense de 2008 lançado em 20 de abril de 2008 pela ABC Family estrelado por Nora Zahetner e Nicole Anderson.

## Elenco
- Nora Zehetner como Princessa Lizzie Anthony Ithaca
- Kip Pardue como William Humphrey
- Nicole Anderson como Calliope Manson

## História
Princessa Ithaca tem poderes mágicos, o poder de entender animais, controlar pessoas, etc. Ela vai completar 25 anos e terá de dar seus poderes para outra princessa mágica. Calliope é essa pessoa, mas a adolescente rebelde de 16 anos não aceitará bem essa história.